# ニコライ・ラッテリ

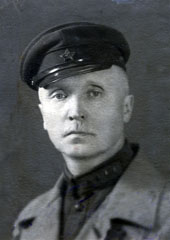
赤軍勤務のラッテリ

ニコライ・ヨシフォヴィッチ・ラッテリ（ロシア語: Николай Иосифович Раттэль、1875年12月3日 - 1938年3月3日）は、ロシア帝国、ソビエト連邦の軍人。ロシア帝国軍時代は少将。

## 経歴
スタールイ・オスコル市（現ベルゴロド州）出身。
- 1893年 - ニジェゴロド幼年団（幼年学校）卒業
- 1896年 - パヴロフスク軍事学校卒業
- 1902年 - 参謀本部アカデミー（ロシア語版、英語版）卒業
- 1904年～1905年 - 日露戦争に従軍

第一次世界大戦勃発後、スタフカ附属軍事報道局に勤務。1916年6月から南西戦線本部補給総監。
十月革命後、ソビエト政権に移り、1917年11月から最高司令官スタフカの軍事報道部長となる。1918年3月から最高軍事会議軍事報道部長、7月から参謀長、9月から共和国革命軍事会議本部（野戦本部）長、10月から全ロシア参謀総長。全戦線の作戦計画に参加し、労働者の軍事教育・訓練の組織に従事した。1920年6月から共和国革命軍事会議附属軍事立法会議議長兼総司令官附属特別会議議員。
1925年から労農赤軍の予備役となり、金総局、非鉄金属・金総局等、経済分野の業務に従事した。

## 参考資料
- Большая советская энциклопедия, т. 7